# غوكاسافان (أرارات)
مدينة غوكاسافان (بالأرمينية:Ղուկասավան) (بالإنجليزية: Ghukasavan)‏ هي إحدى المدن التابعة لمقاطعة أرارات في أرمينيا. يقدر عدد سكانها بـ 2306 نسمة حسب الإحصاء الذي جرى عام 2011.